# ميكا سترومبرغ
ميكا سترومبرغ (بالفنلندية: Mika Strömberg)‏ هو لاعب هوكي الجليد فنلندي، ولد في 28 فبراير 1970 في هلسنكي في فنلندا.

## وصلات خارجية
- ميكا سترومبرغ على موقع دوري الهوكي الوطني (الإنجليزية)
- ميكا سترومبرغ على موقع EliteProspects.com (الإنجليزية)
- ميكا سترومبرغ على موقع Eurohockey.com (الإنجليزية)
- ميكا سترومبرغ على موقع HockeyDB.com (الإنجليزية)
- ميكا سترومبرغ على موقع أوليمبيديا (الإنجليزية)